# Friuli Grave Pinot grigio riserva
Il Friuli Grave Pinot Grigio riserva è un vino DOC la cui produzione è consentita nelle province di Pordenone e Udine.

## Caratteristiche organolettiche
- colore: paglierino chiaro, talvolta con riflessi granati.
- odore: caratteristico.
- sapore: armonico, secco.

## Produzione
Provincia, stagione, volume in ettolitri
- nessun dato disponibile